# نيكي كيمبل
نيكي كيمبل (بالإنجليزية: Nikki Kimball)‏ هي أخصائية العلاج الطبيعي ‏ أمريكية، ولدت في 23 مايو 1971 في تشيتيندين في الولايات المتحدة.

## وصلات خارجية
- نيكي كيمبل على موقع الاتحاد الدولي لألعاب القوى (الإنجليزية)
- نيكي كيمبل على موقع الاتحاد الألماني للألترا ماراثون (الإنجليزية)
- نيكي كيمبل على موقع الرابطة الدولية لركض المسار (الإنجليزية)